# Месхи, Лейла Георгиевна
Ле́йла Георгиевна Ме́схи (груз. ლეილა გიორგის ასული მესხი; род. 5 января 1968, Тбилиси) — бывшая советская и грузинская профессиональная теннисистка. Финалистка Кубка Федерации 1990 года в составе сборной СССР, бронзовый призёр Олимпиады 1992 года в Барселоне в женском парном разряде (с Натальей Зверевой).

## Спортивная карьера
Лейла Месхи начала играть в теннис в семь лет, и её первым тренером стал Гурам Тохадзе. На ранних этапах карьеры её также тренировал четырёхкратный чемпион Европы Теймураз Какулия.
В 1986 году Месхи выиграла с Натальей Зверевой парный турнир Открытого чемпионата Франции среди девушек, а месяц спустя проиграла ей в финале юниорского турнира на Уимблдоне. К концу года она занимала первое место в рейтинге Международной федерации тенниса (ITF) среди девушек в парном разряде. В том же году она выиграла свой первый профессиональный турнир, разыгрывавшийся под эгидой ITF в Бетесда (штат Мэриленд). Этого успеха она тоже добилась в паре со Зверевой, а в одиночном разряде она выиграла зимний чемпионат СССР (титул «летней» чемпионки СССР она добавила к нему три года спустя). Свой первый профессиональный турнир в одиночном разряде она выиграла в январе 1987 года, также под эгидой ITF. Она также выиграла теннисный турнир Универсиады в Загребе в одиночном и парном разряде.
В 1988 году она одерживает свою первую победу над теннисисткой из первой десятки рейтинга: на Открытом чемпионате США во втором круге она взяла верх над пятой ракеткой мира Пэм Шрайвер. Месхи представляет СССР на Олимпиаде в Сеуле, но во втором круге проигрывает безоговорочной фаворитке всего сезона Штеффи Граф. После Олимпиады на турнире в Нэшвилле она вновь побеждает теннисистку из первой десятки рейтинга, Барбару Поттер из США.
В 21 год, в 1989 году, в Нэшвилле Месхи выигрывает свой первый турнир Женской теннисной ассоциации (WTA), став первой советской теннисисткой, выигравшей турнир WTA в одиночном разряде с 1974 года. В следующем году она одерживает две победы на турнирах WTA в одиночном разряде, в том числе и на Moscow Ladies Open, первом женском профессиональном турнире в СССР. Дважды она первенствует и в парном разряде, оба раза с украинкой Натальей Медведевой. К этому году относится и высшее достижение Месхи в Кубке Федерации: со сборной СССР она доходит до финала, где её команда уступает американкам.
В 1991 году Месхи единственный раз в карьере выходит в финал турнира I категории в Хилтон-Хед-Айленд (Южная Каролина). В четвертьфинале она победила посеянную первой Навратилову, а в полуфинале Звереву, но в финале уступила посеянной под вторым номером Габриэле Сабатини. После этого турнира она поднялась на высшую в карьере двенадцатую строчку в рейтинге WTA. Она также дошла до полуфинала Открытого чемпионата США в паре с аргентинкой Мерседес Пас — высшее достижение за время её участия в турнирах Большого шлема среди взрослых. В этом сезоне на её счету победы над Яной Новотной и Дженнифер Каприати, как и Навратилова, входившими в первую десятку рейтинга.
1992 год ознаменован для неё одним из важнейших достижений в карьере: в паре со Зверевой, представляя Объединённую команду СНГ, она завоевала бронзовую медаль Олимпиады в Барселоне. Белорусско-грузинская пара, посеянная четвёртой, в четвертьфинале победила посеянных седьмыми аргентинок, но затем проиграла будущим чемпионкам, Джиджи и Мэри-Джо Фернандес из США. На этой Олимпиаде матчи за третье место не проводились, и Зверева и Месхи автоматически получили «бронзу».
В последующие годы Месхи достаточно успешно выступает в парном разряде, выиграв три турнира II и III категорий, в том числе дважды турнир в Линце, оба раза — с россиянкой Евгенией Манюковой. В 1995 году она поднялась на высшую для себя строчку в рейтинге теннисисток в парном разряде. В одиночном разряде она периодически также одерживает внушительные победы, в том числе над теннисистками из первой десятки (Каприати, Сабатини) и даже выигрывает турнир WTA в начале 1995 года, но травма ноги не позволяет ей продолжить регулярные выступления. Последние свои официальные матчи Месхи провела в октябре 1996 года на Кубке Кремля.

## Участие в финалах турниров WTA и ITF (26)
| Легенда                 |
| Большой шлем (0)        |
| Итоговый турнир WTA (0) |
| I категория (1)         |
| II категория (3)        |
| III категория (2)       |
| IV & V категория (16)   |
| VS (1)                  |
| ITF (3)                 |

### Одиночный разряд (12)

#### Победы (6)
| №  | Год         | Турнир                               | Покрытие | Соперница в финале | Счёт в финале |
| 1. | 26 янв 1987 | Лос-Анджелес (Тарзана), США          | Хард     | Клэр Вуд           | 1–6, 6–4, 6–2 |
| 2. | 6 ноя 1989  | Нэшвилл, США                         | Хард (i) | Хелен Келеси       | 6–2, 6–3      |
| 3. | 29 янв 1990 | Nutri-Metics, Окленд, Новая Зеландия | Хард     | Сабин Аппельманс   | 6–1, 6–0      |
| 4. | 1 окт 1990  | Moscow Ladies Open, СССР             | Ковёр    | Елена Брюховец     | 6–4, 6–4      |
| 5. | 4 фев 1991  | Веллингтон, Новая Зеландия           | Хард     | Андреа Стрнадова   | 3–6, 7–6, 6–2 |
| 6. | 9 янв 1995  | Schweppes Tasmanian Open, Хобарт     | Хард     | Ли Фан             | 6–2, 6–3      |

#### Поражения (6)
| №  | Год         | Турнир                                 | Покрытие | Соперница в финале | Счёт в финале |
| 1. | 18 апр 1988 | Сингапур                               | Хард     | Моника Джейвер     | 6–7(3), 3–6   |
| 2. | 27 фев 1989 | VS of Oklahoma, США                    | Хард (i) | Манон Боллеграф    | 4–6, 4–6      |
| 3. | 5 фев 1990  | Веллингтон, Новая Зеландия             | Хард     | Вильтруд Пробст    | 6–1, 4–6, 0–6 |
| 4. | 5 ноя 1990  | Индианаполис, США                      | Хард (i) | Кончита Мартинес   | 4–6, 2–6      |
| 5. | 1 апр 1991  | Хилтон-Хед-Айленд, Южная Каролина, США | Хард     | Габриэла Сабатини  | 1–6, 1–6      |
| 6. | 23 сен 1991 | Байонна, Франция                       | Ковёр    | Мануэла Малеева    | 6–4, 3–6, 4–6 |

### Парный разряд (14)

#### Победы (7)
| №  | Год         | Турнир                                                   | Покрытие | Партнёр           | Соперницы в финале                  | Счёт в финале  |
| 1. | 29 сен 1986 | Бетесда, Мэриленд, США                                   | Хард     | Наталья Зверева   | Дженнифер Гудлинг Джейн Форман      | 6–3, 6–1       |
| 2. | 27 апр 1987 | Таранто, Италия                                          | Грунт    | Наталья Зверева   | Клэр Вуд Симона Шильдер             | 6–3, 6–2       |
| 3. | 29 янв 1990 | Nutri-Metics, Окленд, Новая Зеландия                     | Хард     | Наталья Медведева | Робин Уайт Джилл Хетерингтон        | 3–6, 6–3, 7–63 |
| 4. | 5 фев 1990  | Веллингтон, Новая Зеландия                               | Хард     | Наталья Медведева | Мишель Джаггард-Лэй Джули Ричардсон | 6–3, 2–6, 6–4  |
| 5. | 22 фев 1993 | Открытый чемпионат Австрии в залах, Линц                 | Ковёр    | Евгения Манюкова  | Юдит Визнер Кончита Мартинес        | без игры       |
| 6. | 5 апр 1993  | Bausch & Lomb Championships, Амелия-Айленд, Флорида, США | Грунт    | Мануэла Малеева   | Инес Горрочатеги Аманда Кётцер      | 3–6, 6–3, 6–4  |
| 7. | 7 фев 1994  | EA-Generali Ladies, Линц (2)                             | Ковёр    | Евгения Манюкова  | Оса Свенссон Каролин Шнайдер        | 6–2, 6–2       |

#### Поражения (7)
| №  | Год         | Турнир                                          | Покрытие | Партнёр             | Соперницы в финале                | Счёт в финале   |
| 1. | 21 сен 1987 | Гамбург, Германия                               | Грунт    | Наталья Егорова     | Клаудиа Коде-Кильш Яна Новотна    | 6–7, 6–7        |
| 2. | 18 апр 1988 | Сингапур                                        | Хард     | Светлана Пархоменко | Наталья Егорова Наталья Медведева | 6–74, 3–6       |
| 3. | 6 июн 1988  | Dow Chemical Classic, Бирмингем, Великобритания | Трава    | Светлана Пархоменко | Наталья Зверева Лариса Савченко   | 4–6, 1–6        |
| 4. | 20 фев 1989 | Уичита, Канзас, США                             | Хард (i) | Сэнди Коллинз       | Манон Боллеграф Лиз Грегори       | 2–6, 6–7        |
| 5. | 6 ноя 1989  | Нэшвилл, США                                    | Хард (i) | Наталья Медведева   | Манон Боллеграф Мередит Макграт   | 6–1, 6–75, 6–74 |
| 6. | 25 апр 1994 | Гамбург, Германия (2)                           | Грунт    | Евгения Манюкова    | Яна Новотна Аранча Санчес-Викарио | 3–6, 2–6        |
| 7. | 24 окт 1994 | Nokia Grand Prix, Эссен, Германия               | Ковёр    | Евгения Манюкова    | Мария Линдстрём Мария Страндлунд  | 2–6, 1–6        |

## Дальнейшая карьера
В 1996 году Лейла Месхи и её муж Павел Надибаидзе основали в Тбилиси теннисную академию.
Свой прощальный матч Месхи провела в октябре 1997 года на кортах своей теннисной академии в Тбилиси в рамках организованного ей международного турнира — Открытого чемпионата Тбилиси по теннису. По окончании матча было объявлено о том, что президентом Шеварднадзе ей присвоена высшая гражданская награда Грузии — орден Чести.
В 1999 году Месхи была избрана председательницей теннисной федерации Грузии, в 2004 году её переизбрали на второй срок. В 2011 году Месхи стала директором нового турнира WTA в соседнем Азербайджане — Кубка Баку.